# 2013年4月伊拉克炸彈攻擊
2013年4月伊拉克炸彈攻擊是於2013年4月15日在伊拉克各地所發生的一連串爆炸與槍擊事件，造成至少75人死亡、逾350人受傷。於同月20日預定舉辦伊拉克省級選舉，這次選舉也是美國軍隊於2011年4月20日撤出伊拉克以來首次進行的省級選舉。

## 背景
儘管在2006年到2007年期間伊拉克國內的暴力事件已經略有下降，但是相關的攻擊事件仍然十分普遍，甚至在2012年開始死亡率又開始上升。在2013年伊拉克計畫舉辦美軍撤出以來首次省級選舉的前幾個月，遜尼派組織聲稱遭到努里·馬利基主導的什葉派伊拉克政府所邊緣化。2013年年初時，與蓋達組織有所關聯、支持遜尼派的伊拉克伊斯蘭國其底下團體在預先選舉時發動大規模攻擊企圖破壞國家穩定。這次攻擊除了造成至少14名候選人遭到殺害外；這次事件導致安巴爾省與尼尼微省基於安全方面考量決定延後省級選舉，不過其他省分仍然預定於4月20日進行選舉作業。

## 攻擊
這一系列以汽車炸彈爆炸為主的襲擊案件於早上人潮高峰時刻進行，其中在20個省份中出現40多起攻擊案例，而攻擊目標的選擇則同時包括有什葉派還是遜尼派地區。儘管最早並沒有組織承認展開攻擊，然而許多媒體基於這類協調式攻擊行動往往是由伊拉克伊斯蘭國策畫而推測幕後集團。在伊拉克首都巴格達有2輛汽車炸彈於巴格達國際機場入口的檢查站引爆造成3人死亡、16人受傷，而在卡瑪利亞區（Kamaliyah）的一起爆炸造成4人死亡與13人受傷、哈比比亞（Habibiya）和卡瑞達（Karrada）的兩起起爆炸造成4人與24人受傷、於舒塔（Shurta）安置的汽車炸彈造成2人死亡與9人受傷，另外在巴拉迪亞特（Baladiyat）也因為路邊炸彈引爆造成5名警察受傷。
在族群分裂的基爾庫克地區則發生六起汽車炸彈爆炸案例，造成9人死亡以及79人受傷。其中炸彈分別安排在城市中心以阿拉伯人、庫爾德人或者是土庫曼人為主的街區，而武裝份子還開槍擊傷1名當地醫生。在巴格達以北170公里（110英哩）的城市圖茲胡爾馬圖，則發生至少三起汽車炸彈爆炸案例並且造成6人死亡、67人受傷。在摩蘇爾則有一名身分不明的槍手槍殺一對夫婦與附近民眾，而在與武裝份子交火時則有1名士兵喪生，另外還有3名警察與2名平民因為路邊炸彈的引爆而受傷，不過城市內其他爆炸事件則沒有引起更多人員傷亡。提克里特的當地辦公室因為爆炸造成4人死亡和3人受傷，之後一個檢查站也因為爆炸而造成13名警察受傷。而道爾當地的爆炸造成13人受傷，之後一名政治家位於薩拉赫丁省的住處在遭到襲擊後造成7人受傷。
在巴格達以北50公里（31英哩）的城鎮塔爾米耶（Al Tarmia）則發生槍手殺害1名警察的案例，另外在布利茲的黏性炸彈也造成1名軍官死亡。阿爾-卡裡斯的路邊炸彈造成1名孩童死亡與8人受傷，米格達迪耶的汽車炸彈則造成7人受傷。巴古拜的爆炸案件造成包括2名警察在內的5人死亡，而塔爾阿布塔（Tal Abta）的爆炸則造成1名警察與2名平民受傷。薩巴（Sabeen）當地則出現身分不明的槍手殺害1名軍官，並且造成2名士兵受傷。在費盧傑的一處檢查站因為汽車炸彈爆炸造成2名警察死亡與6人受傷，之後的黏性炸彈與不明槍手襲擊亦分別造成2名平民以及1名平民死亡，不過城鎮南部的爆炸則沒有造成人員傷亡。另外針對拉馬迪當地的遜尼派神職人員也發生爆炸事件，造成分別2名保鑣死亡與1名保鑣受傷。在巴比倫省希拉附近的兩起汽車炸彈爆炸案則造成至少19位平民受傷，而南部城市納西里耶的市場附近安置的汽車炸彈則造成2人死亡以及14人受傷。
4月16日時基爾庫克警方宣布已經逮捕了5名參與襲擊的成員，另外迪亞拉省的軍警聯合部隊也逮捕了8名涉嫌參與的人員。

## 反應

### 伊拉克國內
- 伊拉克：薩德爾運動領導人穆克塔達·薩德爾發表聲明譴責襲擊事件，並且指責伊拉克政府因為忙於即將到來的選舉活動而無法妥善保護平民[10]。

### 國際反應
- 欧盟：歐盟外交和安全政策高級代表凱瑟琳·艾希頓發表聲明，並以「最強硬的措辭」譴責一連串攻擊與最近針對當地政治人物與候選人發生的暴力事件[11]。
- 法國：法國外交部發言人菲利普·拉利歐（Philippe Lalliot）為受害者提供慰問，並在記者會上「強烈譴責」此次事件並且重申法國立場上堅持各派系團結並拒絕暴力攻擊[12]。
- 伊朗：伊朗外交部發言人譴責襲擊事件並且認為這次選舉前的攻擊其目的是破壞伊拉克的穩定，並且補充表示伊朗完全支持伊拉克政府就自身國家穩定與安全進行努力[13]。
- 日本：外務省新聞發言人橫井裕發表聲明譴責「殘暴的恐怖主義行為」，並為受到波及的民眾感到哀悼之意。另外聲明還說日本政府希望儘管遭遇攻擊，仍能夠「透過進一步的發展解決自身國內的民族問題」[14]。
- 黎巴嫩：黎巴嫩國會議長（英语：List of Speakers of the Parliament of Lebanon）納班·貝裏（英语：Nabih Berri）打電話聯絡伊拉克總理馬利基，並對一系列於伊拉克各地的攻擊「表示譴責」[15]。
- 土耳其：土耳其外交部發表聲明譴責這次事件[16]。